# Tyan
Tyan Computer Corporation (chinois traditionnel : 泰安電腦科技股份有限公司 ; pinyin : tàiān diànnǎo kējì gǔfèn yǒuxiàn gōngsī), généralement appelé en Chine Tàiān diànnǎo 泰安电脑 / 泰安電腦, tàiān diànnǎo), également parfois appelé Tyan Business Unit, ou TBU, est un constructeur taïwanais, basé à Taipei, de cartes mères informatiques et de serveurs industriels, se basant sur les architectures x86 d'Intel et AMD, et depuis peu sur les architectures PowerPC d'IBM. Tyan développe également des solutions pour des fabricants tiers.